# Шпергебит
Шпергебит (нем. Sperrgebiet, с нем. — «Запретная зона»; известен также как англ. Diamond Area 1) — национальный парк и территория добычи алмазов в юго-западной Намибии в пустыне Намиб. Парк простирается вдоль Атлантического океана, начинаясь от Ораньемунда на границе с ЮАР и заканчиваясь в 72 км к северу от города Людериц; общая протяжённость парка составляет 320 км, ширина около 100 км. Занимает 26 000 км², что составляет 3 % общей площади Намибии, однако алмазы добываются только на участке Шпергебит 5, оставшаяся территория является буферной зоной. К 2010 г. доступ был запрещён на подавляющую часть территории. Национальный парк был образован в 2004 году.
Официальное название национального парка — Тсау-Хаиб.

## История
В сентябре 1908 года немецкое правительство создало «Шпергебит» (запретнную зону) на территории своей колонии Германская Юго-Западная Африка. Исключительное право на проведение горных работ было предоставлено фирме Deutsche Diamantengesellschaft (Немецкое алмазное общество). В 1915 году, во время Первой мировой войны, войска Южно-Африканского Союза в ходе Югозападноафриканской кампании захватили территорию немецкой колонии и установили контроль над Юго-Западной Африкой и Шпергебитом. В 1920 году немецкие горнодобывающие компании продали свои доли компании Consolidated Diamond Mines of South West Africa, Ltd., основанной Эрнестом Оппенгеймером, подразделению De Beers. Компания De Beers сохраняла полный контроль над Шпергебитом до 1994 года, когда правительство Намибии выкупило 50 % акций, образовав совместное предприятие, известное под названием Namdeb Diamond Corporation.

## Флора и фауна
Природа Шпергебита разнообразна и хорошо сохранилась благодаря незначительному вмешательству человека. 40 % ландшафта занято пустыней, 30 % — саваннами, a 30 % — горами. Самая высокая точка Шпергебита лежит на высоте 1488 м над у.м.
Отмечено около 776 видов растений, из которых 234 эндемичных, и это учитывая то, что река Оранжевая является единственным постоянным источником воды для всего округа.
Научные исследования показывают, что изменения климата значительно повлияют на жизнь растений на этой территории, в частности на суккуленты. Сухие зимы могут привести к гибели многих видов растений, характерных для Шпергебита.